# Johann Thomas Schilck

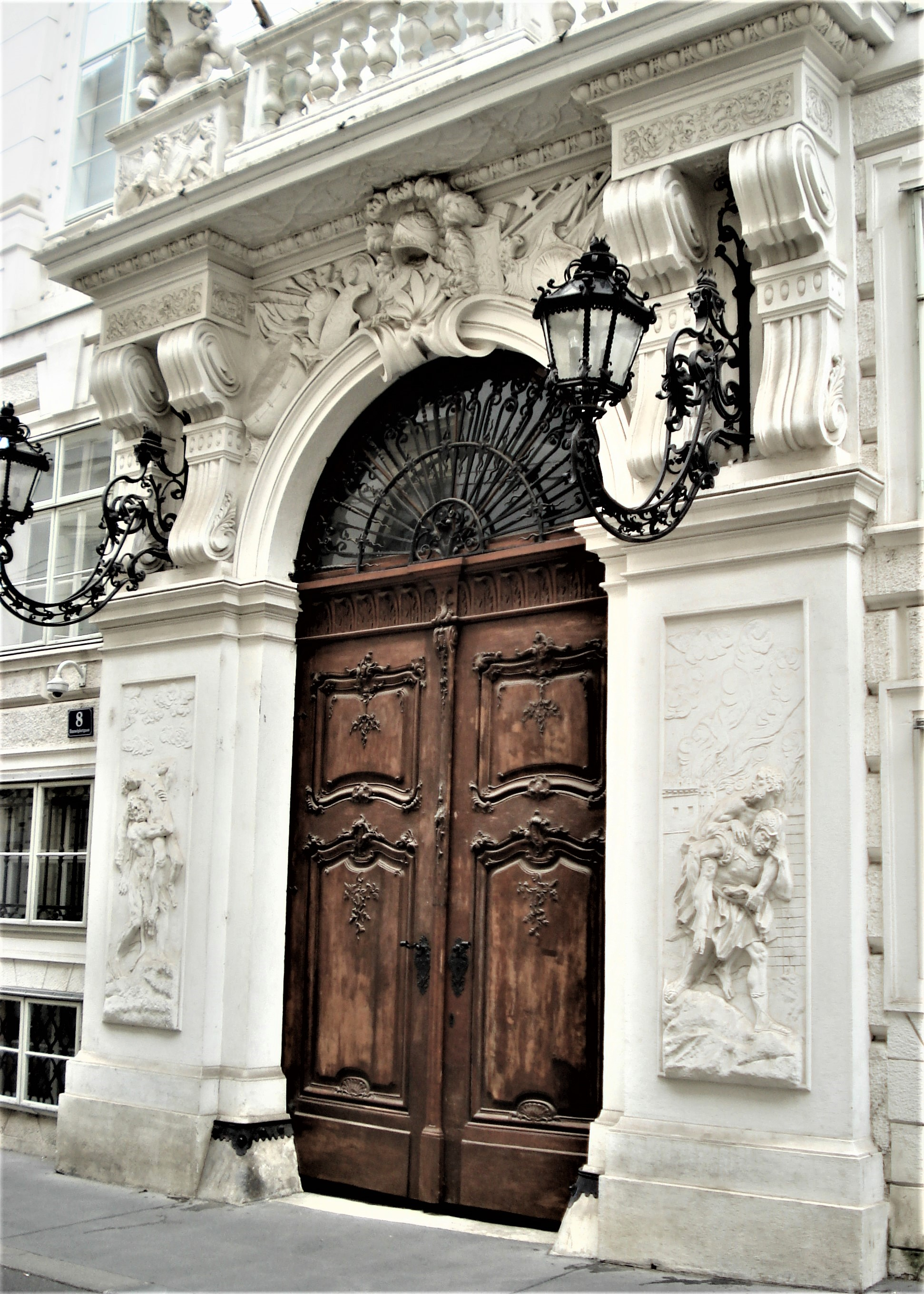
Winterpalais Haupttor Reliefs von Lorenzo Mattielli Kaiserstein

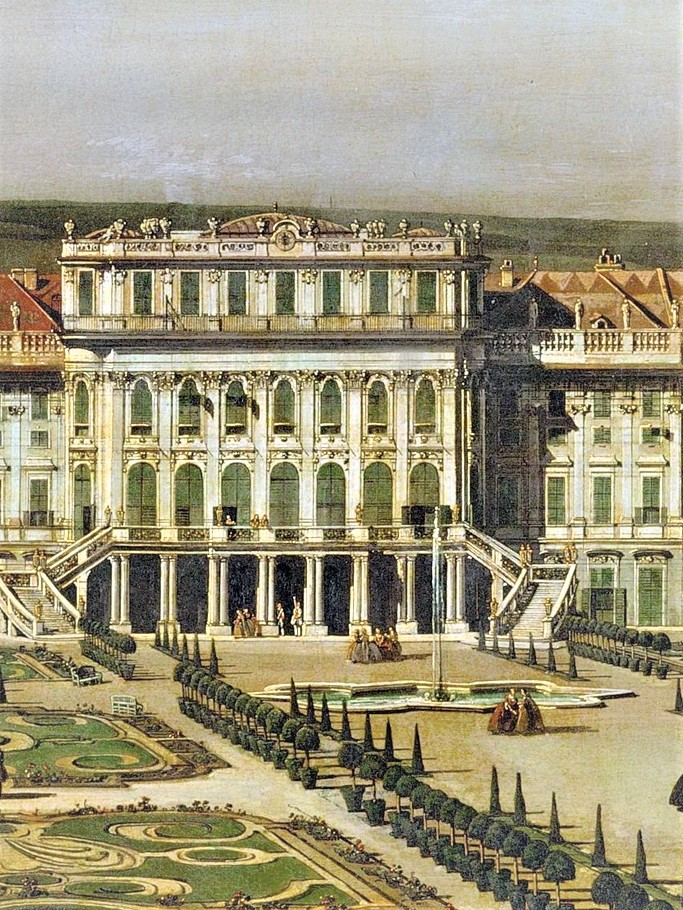
Schloss Schönbrunn, davor ein Springbrunnen. Bernardo Bellotto um 1758

Johann Thomas Schilck (auch Schilk, Schilckh * 1659 in Eggenburg, Niederösterreich; † 9. Dezember 1709 in Wien am Salzgries) war ein österreichischer Steinmetzmeister und Bildhauer des Barocks. Bruder der Steinmetzen Caspar und Johann Paul Schilck.

## Leben Eggenburg und Wien

### Familie und Ausbildung
Als Sohn des Tobias und der Agnes Schilck in Eggenburg geboren, und ebendort ist er von seinem Lehrmeister, Steinmetzmeister Wolfgang Steinböck am 2. Mai 1680 vom Jungenstand zum Gesellenstand freigesprochen worden. Meister Paul Strickner sprach den Bruder Caspar (* 1663) 1684 frei, Bruder Johann Paul (* 1668) lernte bei Meister Johann Carl Trumler und ist 1687 in der Wiener Bauhütte Bruder geworden. Es ist wohl so, dass sie nach Wien und Paul im Jahre 1700 durch Heirat mit Frau Catharina Fuxin, Witwe des Steinmetzmeisters und Richters Reichardt Fux, in den kayserlichen Steinbruch übersiedelt sind.
Er wurde 1691 Meister und erhielt ein Jahr später das Wiener Bürgerrecht. Ab 1692 wohnte Thomas in Wien als Mieter an mehreren Adressen, bei St. Ulrich, unter der Prugen, am Salzgrieß, ..

### Heirat in der Schottenkirche
Mit seiner ersten Hauswirtin hatte er zwei Kinder, Franz Anton und Anna Rosalia. Als Witwer mit 45 Jahren, wohnhaft im Eisenhutischen Haus neben dem kaisl. Arsenal im Tiefen Graben, ehelichte Thomas Schilck am 3. Feber 1704 in der Wiener Schottenkirche Anna Maria Steinböckin, wohnhaft im Kloster Neuburger-Hof, und Witwe des Johann Steinböck, gewester Kloster Neuburgerischer Hausmeister.
Thomas Schilcks Steuerleistungen zeigen es, er arbeitete sich vom armen zum wohlhabenden Meister empor und scheint auch als Hauseigentümer auf.

## Stadtpalais des Prinzen Eugen
Prinz Eugen richtete am 17. Mai 1697 ein Ansuchen an den Wiener Magistrat wegen baulicher Maßnahmen bei seinem Stadtpalast in der Himmelpfortgasse. Der Baukonsens wurde am 3. Juni 1697 erteilt. Den Entwurf hatte Johann Bernhard Fischer von Erlach geliefert. Die beteiligten Handwerker erstellten einen Kostenvoranschlag (Auszug):
Johann Thomas Schilck, bürgerlicher Steinmetzmeister,
- das große Tor mit Bildhauerarbeit 1.600,- fl.
- marmorne Türstöcke 800,- fl.
- Sonstiges 5.476,- fl  ...... zusammen  7.876,- fl.
- Steinerkundung durch Andreas Rohatsch, Ingenieurgeologie, TU Wien

## Schloss Schönbrunn
Zum Bau des Schlosses erteilte das Hofbauamt 1697  Steinmetzaufträge an die Wiener Meister Veith Steinböck und Johann Thomas Schilck, beide aus Eggenburg stammend mit dem Zogelsdorfer Stein, Meister Johann Georg Deprunner von Loretto (damals Ungarn) mit dem Lorettokalk und Meister Hans Georg Haresleben aus Kaisersteinbruch.

### Ein Springbrunnen
Die Stadt Wien schenkte der königlichen Majestät (ab 1705 der römische Kaiser Joseph I.) zum Bau von Schönbrunn und zur Zierde des Schlosses eine „fontana“, einen Springbrunnen. Meister Thomas Schilck wurde beauftragt, einen solchen zu bauen. Auf obigem Bild von 1760 ist dieser Springbrunnen zu sehen.

## Tod
Der Wiener Steinmetzmeister Michael Khöll wurde am 23. Februar 1709 zum Oberzechmeister der Wiener Bauhütte gewählt. Am 7. Dezember 1709 amtierte er als Testamentszeuge für Meister Johann Thomas Schilck, der zwei Tage später mit 50 Jahren in seinem Haus am Salzgries starb.